# Cavaliere (fortificazione)

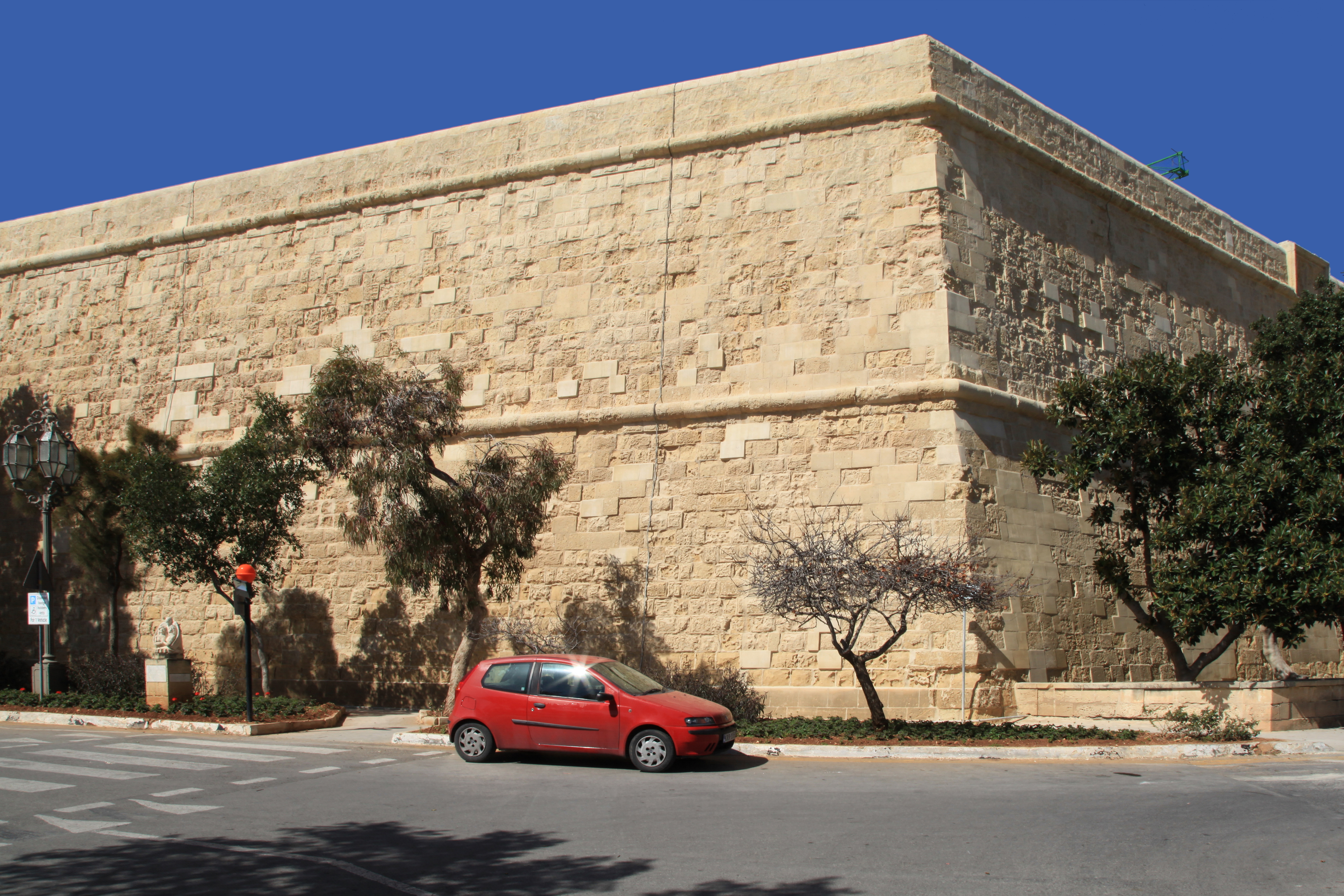
Cavaliere di San Giacomo a La Valletta, Malta

In architettura, cavaliere è un termine derivato dalla lingua francese (cavalier) che indicava un'opera architettonica molto alta, costruita all'interno di una fortezza, di un bastione o di altra struttura difensiva, in modo da riuscire a sparare sopra al suo parapetto, senza interferire con la capacità di fuoco di quest'ultimo. Si poteva così ottenere una maggiore potenza di fuoco, anche se l'elevata altezza lo rendeva un facile bersaglio per le armi d'assedio degli assalitori.
Per gli assedianti, i cavalieri di trincea permettono di proteggere le opere di avvicinamento tenendo sotto tiro il luogo delle armi della città assediata.

Il termine viene mantenuto per le fortificazioni dalla fine del XIX secolo all'inizio del XX e può ospitare posizioni di artiglieria pesante a lungo raggio.

## Descrizione

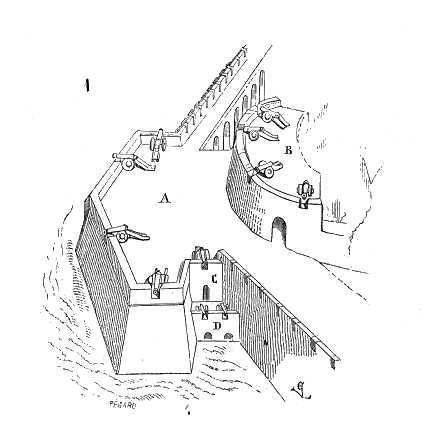
Cavaliere semi-circolare ad Arras - ill. da Viollet-le-Duc 1856.

Il "cavaliere" è un elemento di fortificazione che si erge al di sopra di un altro elemento di trincea. Il suo ruolo è quello di consentire di posizionare pezzi di artiglieria abbastanza in alto da rafforzare la potenza di fuoco di parte delle fortificazioni, sparando oltre i pezzi del bastione, per contrastare l'artiglieria degli assedianti o il loro lavoro di avvicinamento. Viene utilizzato anche il termine "batteria alta".
Se il cavaliere fa parte della difesa di un luogo, il suo attaccante può allestire cavalieri di trincea, destinati a proteggere le manovre di avvicinamento. Composte da terra e gabbioni, sono sufficientemente alte perché l'artiglieria che trasportano possa raggiungere le truppe che difendono il settore attaccato.
Il termine "cavaliere" viene infine utilizzato per designare le traversine, argini realizzati per impedire il fuoco di fila su cortine o bastioni.

## Storia

### Dal XVI al XVIII secolo
Se la tecnica dell'utilizzo di soppalchi nella difesa delle piazze è nota fin dall'Antichità, è solo all'inizio del XVI secolo che quest'elemento di fortificazione si diffuse sotto questo nome. Viene anche chiamata "piattaforma". Sono diffusi in Francia, Italia e, massicciamente, in Germania.
Sono legati alla comparsa dell'artiglieria moderna. I primi cavalieri erano dei terrapieni innalzati a ridosso del bastione per istituire un'ulteriore batteria in grado di rinforzare un punto ritenuto debole nella difesa e respingere così gli attacchi degli assedianti.
Ne fece largo uso il celebre ingegnere militare francese Sébastien Le Prestre de Vauban (1633-1707): v.si per es. quello che si trova vicino alla Porte Sainte-Croix a Saint-Omer (Pas-de-Calais).

### XIX e XX secolo

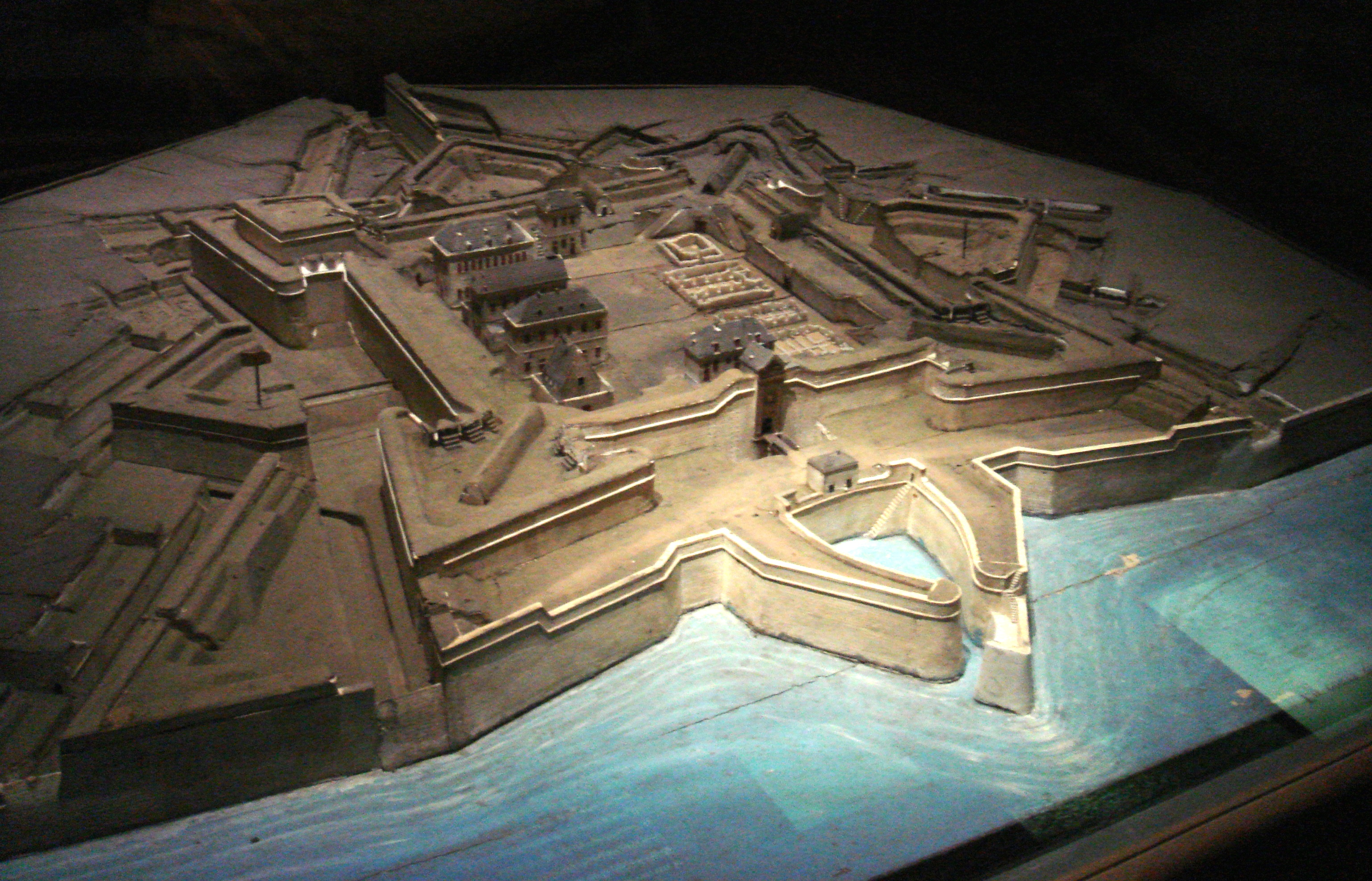
La cittadella di Saint-Martin-de-Ré (Francia): un cavaliere è visibile sul bastione "di Francia" (sx).

Il termine "cavaliere" restò in uso per le opere che supportavano pezzi di artiglieria a lungo raggio.

Nelle fortificazioni costruite in Francia dopo la Guerra franco-prussiana (1870-1871), il c.d. "Sistema Séré de Rivières", verranno realizzati anche fortini "a cavaliere" (fr. à cavalier), in contrapposizione ai successivi fortini "a massiccio centrale" (fr. massif central). Si tratta di opere databili al biennio 1874-1875. Sono caratterizzate dall'avere l'artiglieria posta su una collinetta che copre le abitazioni e i magazzini. È il caso, ad esempio, di Fort Domont, costruito nel 1874, per bloccare la valle di Montmorency e partecipare alla difesa di Parigi.

## Utilizzo

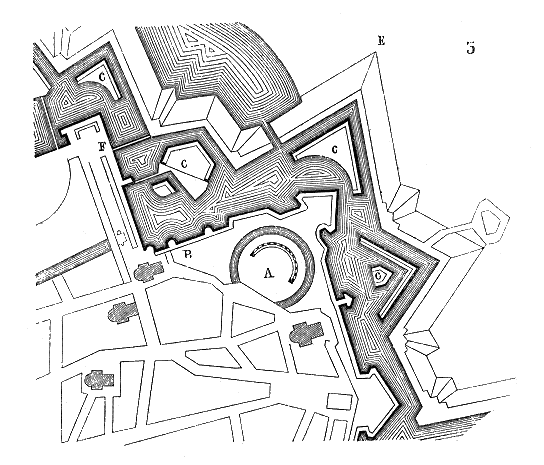
Il cavaliere di Saint-Omer (A): rotondo, circondato da fossato, rinforza le difese degli elementi C e E.

Il cavaliere ha lo scopo di dare maggiore portata all'artiglieria. Può così costringere l'assediante a iniziare il suo lavoro di avvicinamento da più lontano, guadagnando così tempo. Permette anche di rafforzare la difesa di un punto debole, raddoppiando l'artiglieria. A seconda della forma che gli viene data, può anche partecipare alla difesa dei settori vicini fornendo colpi d'infilata. Il cavaliere della trincea viene sollevato dai paralleli della trincea di avvicinamento, a ciascuna delle sue estremità. È costituito da file successive di gabbioni riempiti di terra di scavo che consentono di collocare fucilieri, o cannoni leggeri, ad un'altezza di poco superiore a quella del bastione attaccato. Da questa posizione possono impedire agli assediati di difendere le mura. Un cavaliere di trincea poteva essere costruito in 24 ore da 40 uomini.

### Esplicative
1. ↑  Si trovano elementi difensivi simili al "cavaliere" negli studi di poliorcetica parte del Trattato di meccanica (Μηχανικὴ Σύνταξις) di Filone di Bisanzio (III secolo a.C.)
2. ↑  Codifica degli attacchi alle fortezze da parte di Vauban: tre trincee parallele interconnesse da trincee di comunicazione a zigzag per evitare incendi consecutivi; il primo parallelo è un luogo d'arma fuori dal raggio di tiro dei difensori che permette di resistere ad un assalto dalle retrovie; il secondo contiene l'artiglieria; il terzo i genieri e le truppe d'assalto, infine il cavaliere di trincea situato al punto-cieco sulla punta della roccaforte nemica è un'elevazione per dominare i difensori e sloggiarli con le granate.

### Bibliografiche
1. 1 2  (FR) Cavalier, su association-vauban.fr.
2. ↑  (EN) Spiteri SC, Illustrated Glossary of Terms used in Military Architecture, in ARX Supplement, MilitaryArchitecture.com, 2010,  p. 5.
3. ↑  Ratheau 1858, p. 243.
4. ↑  (FR) Janneau G, Cités et places fortes en France. L'architecture militaire, Garnier Frères, 1979,  p. 105.
5. ↑  Viollet-le-Duc 1856.
6. ↑  Ratheau 1858, pp. 370-372.